# Missing Years
Missing Years é o título do álbum de estúdio da banda Little Texas, lançado em 2007.

## Faixas
| N.º            | Título                     | Compositor(es)                                | Duração |  |
| 1.             | "Gotta Get Me Down Home"   | Quinn Loggins                                 | 3:03    |  |
| 2.             | "Missing Years"            | Del Gray / Porter Howell / Dwayne O'Brien     | 4:12    |  |
| 3.             | "Rebel"                    | Del Gray / Porter Howell / Templeton Thompson | 3:46    |  |
| 4.             | "Knees"                    | Marc Beeson / Don Pfrimmer                    | 3:48    |  |
| 5.             | "A Reason"                 | Del Gray / Porter Howell                      | 4:15    |  |
| 6.             | "Party Life"               | Del Gray / Porter Howell / Dwayne O'Brien     | 2:55    |  |
| 7.             | "Texas 101"                | Porter Howell / Paul Jefferson / Johnny Slate | 4:00    |  |
| 8.             | "So Long"                  | Liz Hengber / James Hicks                     | 4:18    |  |
| 9.             | "When He's Gone"           | Del Gray / Porter Howell / Dwayne O'Brien     | 4:04    |  |
| 10.            | "You Ain't Seen Me Lately" | Del Gray / Porter Howell / Dwayne O'Brien     | 3:46    |  |
| 11.            | "Your Blues"               | Brett James / Angelo Petraglia                | 3:38    |  |
| 12.            | "Your Woman"               | Del Gray                                      | 3:49    |  |
| Duração total: | Duração total:             | Duração total:                                | 45:34   |  |